# 少年黃飛鴻 (電視劇)
《少年黃飛鴻》是香港麗的電視以黃飛鴻為主角製作的劇集，由蕭笙擔任監製並於1981年3月首播，是首部以黃飛鴻成長為題材的電視劇集。黃飛鴻一角由黃元申飾演，樹立其飾演民族英雄角色的形象。

## 演員表
- 黃元申 飾 黃飛鴻
- 魏秋樺 飾 苗秀君
- 鄭文雅 飾 譚瑾
- 蔡瓊輝 飾 卓小田
- 文雪兒 飾 劉巧兒
- 麥天恩 飾 黃麒英
- 韓義生 飾 林大榮
- 譚榮傑 飾 鬼腳七
- 黎漢持 飾 步青雲
- 劉江 飾 譚嗣同
- 鄭雷 飾 鐵橋三
- 吳回 飾 陸阿采
- 朱鐵和 飾 納蘭錫堅
- 莫少聰 飾 光緒帝
- 曹達華 飾 受難和尚
- 劉一帆 飾 蘇乞兒
- 馬宗德 飾 黎仁超
- 蔡水清 飾 譚濟筠
- 梁舜燕 飾 麒英妻
- 甘山 飾 洪祥清
- 潘世鴻 飾 洪華秀
- 羅樂林 飾 納蘭貴福
- 馮峰 飾 卓富
- 唐若菁 飾 慈禧太后
- 陳植槐 飾 劉家熹
- 陳錫光 飾 袁世凱
- 梁天 飾 李蓮英
- 吳桐 飾 涂舜臣
- 汪偉 飾 林細榮
- 凌文海 飾 蔡鍔
- 楊詩蒂 飾 秋瑾
- 司馬華龍 飾 演楊步禪
- 陳德馨 飾 犬養太郎

## 外部連結
- 老餅論壇